# 彼女が消えた浜辺
『彼女が消えた浜辺』（かのじょがきえたはまべ、ペルシア語: درباره الی, 英語: About Elly）は、2009年のイランのドラマ映画。アスガル・ファルハーディーの監督した4作目の映画である。 この映画はイランの中流階級の人々の関係性を描いた作品である。
ファルハーディーはこの映画で第59回ベルリン国際映画祭で銀熊賞（監督賞）に輝いた。またこの作品は、テヘランで開催された第27回ファジル国際映画祭で十部門にノミネートされ、監督賞を受賞した。『彼女の消えた浜辺』は第82回アカデミー賞のアカデミー外国語映画賞におけるイランの提出作品であった。

## あらすじ
大学の法学部で元クラスメイトであった中流階級のイラン人グループが三日間の休暇のためにカスピ海へと赴く。セピデーとその夫のアミール、それに彼らの幼い娘と、ショーレとその夫ペイマンにその息子のアラッシュ、そしてナージとその夫のマヌチュールの主に三家族での旅行を計画していた。その際にこの旅行を計画したセピデーは、ドイツからきた離婚したばかりの友人のアーマドを紹介するために、娘の幼稚園の教諭であるエリを同行させる。
セピデーが予約した海辺の屋敷では、管理人の女性に所有者が翌日に帰ってきてしまうので、代わりに人の住んでいないビーチの目の前にある別荘に泊まるよう提案された。セピデーはこの老女にエリとアーマドは新婚でハネムーンに来ているのだと偽っていた。
エリはややシャイであったが、エリに気がある素振りのアーマドにだんだんと興味を示し始めていった。そしてエリは母親との電話で、同僚たちと海辺のリゾートに来ていて、テヘランには予定通り翌日に帰ると偽っていた。しかし、セピデーはエリを帰らせたくなかったのでエリの荷物を隠してしまった。そして、母親たちのひとりがエリに海辺で遊ぶ子供たちの面倒を見ているように頼んだ。その後、アラッシュが海に浮かんでいるのが見つかったが、その時エリはどこにもいなかった。アラッシュは蘇生させられたが、一行はエリが溺れてしまったのか、あるいはテヘランに帰ってしまったのかどうかもわからなかった。警察を呼んでいる間、一行はエリを探し続けた。そして、エリの失踪とこの旅への参加に繋がる一連の出来事について、互いに責め合い始めた。　
しかし、出来事はそう簡単ではなく、セピデーがエリにアリレザという婚約者がいることを知っていたがそれを偽っていたことが判明する。エリは婚約者との結婚を嫌がっていたために、セピデーは旅行に来てアーマドと会うように主張した。エリも当初は婚約者がいたのでその誘いを断ったが、セピデーからのプレッシャーに耐えかねて結局はそれを受け入れてしまった。エリの婚約者であるアリレザは現地に到着するとアーマドを殴り、セピデーにエリは休暇の誘いを断ったのかどうか尋ねた。セピデーはエリの名誉を守り真実を伝えたかったけれど、アリレザによって与えられる恐怖に基づくプレッシャーから、結局セピデーはエリは躊躇いなくその誘いを受け入れたと嘘をついてしまった。
この映画のクライマックスでは、アリレザは遺体安置所で亡くなったエリを確認するために遺体と対面し、崩れ落ちて涙を流す。

## キャスト
- セピデー: ゴルシフテ・ファラハニ
- エリ: タラネ・アリシュスティ（英語版）
- アーマド: シャハブ・ホセイニ（英語版）
- ショーレ: メリッラ・ザレイ（英語版）

- ペイマン：ペイマン・モアーディ
- アミール：マニ・バギギ
- マヌチュール：アフマド・メランファル
- ナッジ：ラナ・アザディバール
- アリレザ：サバル・アバ

## 製作スタッフ
- 音響監督: Hassan Zahedi
- ミキシングエンジニア: モハメッドレザ・デルパク
- 音響編集: レザ・ナリミザデフ

## 評価
この映画は公開以後イランで高く評価された。公開の一年後には、全国イラン批評家協会により4本目に優れたイラン映画に選出された。 レビュー収集サイトであるRotten Tomatoesでは68のレビューに基づき、平均して8.2/10の評価と99%の支持率を得た。 そしてそのウェブサイトの総意として、「『彼女が消えた浜辺』の演出は視聴者の考えを刺激してくれる力強い作品であり、アスガル・ファルハーディーの印象的な映画作品群に加わるものだ」とされている。メタクリティックでは、この映画は28のレビューに基づき87/100の評価を得ていて、「普遍的な賞賛」を得ているともされている。
『彼女が消えた浜辺』の最も強力な支援者のひとりは理論家兼映画評論家の デイビッド・ボードウェルであり、彼はこの作品を傑作だと評し、以下のコメントを残した。「まさに強く心をとらえるようなストーリーテリングとして、プロットからは特別な道徳的問題がよどみなく提起されている。そしてこの作品は心ない嘲笑が誰かを傷つけ得ること、また我々がどのくらいの範囲で誰かの運命を引き受けられるのかということ、男性の名誉についての問題などに触れている。私は他人の悲しみを避けるために嘘をつく危険性についてこれほど深く考えることのできる映画を他に思い出すことができない。でも、これ以上は何も言う必要はない。この映画については、事前にあまり知識を得ていないのならば、それだけ良いと言える。『彼女が消えた浜辺』は世界的に配給される価値がある」。
『バラエティ』のアリッサ・サイモンは批評で「この映画の前半部分は、昔からの友人たち、特に男性が偉そうにしたり不愉快な行動ばかりするなど、とても気取っており、退屈にすら見えるかもしれない。しかし、45分目での驚くべき出来事の後では、ファルハーディーは徐々に緊迫感を上げて、最終的にはこの映画をウォルター・スコットの『初めて人を騙さんとしたときに、なんともつれた編み目を織ってしまうことか』という引用の良い例となるようなミステリースリラーとしている」と書いている。
アダム・アイスバーグはトライベッカ映画祭の批評の中で『彼女が消えた浜辺』についてこう言っている。「ミケランジェロ・アントニオーニのスタイリスティックな革命である『情事』のある種の鏡である」。そして、「ここではファルハーディーとアントオーニとの対照性ははっきりしている。『情事』はそのイメージとテーマの関係性から特に映画的であったが、ファルハーディーの世界では冷たい視線、夫の要求するお茶のおかわり、そして涙を誘う怒りで溢れていて、真実を語ることが必ずしも常に最善の選択であるわけはない文化圏の象徴ではなく、それに対する見解を示したものである。またその文化はサスペンスに適しており、そしてファルハーディーは彼が生まれたイランのニュー・ウェイブというよりも、ヒッチコックと共通点を持っているのかもしれない」とも語っている。
クリストファー・ボーンはトライベッカ映画祭でこの映画を観て「ファルハーディーの脚本や（その年のベルリン国際映画祭で銀熊賞最優秀監督賞に輝いた実績を獲得するに至る努力を表す）演出の素晴らしさは映画の後半部分に現れている。ひとつずつ秘密が明らかになるにつれて、ファルハーディーはキャラクターが互いの行動をどう感じるか、さらに観客がキャラクターをどう感じるかを巧みに変化させていっている」と評した。 
Screen Dailyのリー・マーシャルはこの映画を｢ここ数年あらわれた中でも最も優れたイラン映画である｣と語った。そして、こう続けた。「『彼女が消えた浜辺』は小さいけれど驚くべき深みを持った人の心を掴んで離さない群像劇である。この作品はあるレベルでは単純に満足出来るドラマとして読みとることができる一方で、豊かで自立した内面を持ち、善悪の判断、社会的強要、人々が自分とお互いに対してつく嘘といった大きな問いを中心としてまわる稀有な映画である」。

## 受賞・ノミネート
| 賞・映画祭                 | 部門             | 候補者                 | 結果       |
| -------------------------- | ---------------- | ---------------------- | ---------- |
| ベルリン国際映画祭         | 金熊賞           | アスガー・ファルハディ | ノミネート |
| ベルリン国際映画祭         | 銀熊賞 (監督賞)  | アスガー・ファルハディ | 受賞       |
| ファジル国際映画祭         | 観客賞           | アスガー・ファルハディ | 受賞       |
| ファジル国際映画祭         | 監督賞           | アスガー・ファルハディ | 受賞       |
| ファジル国際映画祭         | 音響賞           | ハッサン・ザヘディ     | 受賞       |
| アジア太平洋映画賞         | 作品賞           | 作品賞                 | ノミネート |
| アジア太平洋映画賞         | 監督賞           | アスガー・ファルハディ | ノミネート |
| アジア太平洋映画賞         | 脚本賞           | アスガー・ファルハディ | 受賞       |
| アジア太平洋映画賞         | 女優賞           | ゴルシフテ・ファラハニ | ノミネート |
| アジア太平洋映画賞         | 審査員グランプリ | アスガー・ファルハディ | 受賞       |
| アジア太平洋映画祭         | 脚本賞           | アスガー・ファルハディ | 受賞       |
| アジア太平洋映画祭         | 審査員特別賞     | アスガー・ファルハディ | 受賞       |
| アジア・フィルム・アワード | 監督賞           | アスガー・ファルハディ | ノミネート |
| アジア・フィルム・アワード | 脚本賞           | アスガー・ファルハディ | ノミネート |